# Protalebra haywardi
Protalebra haywardi är en insektsart som beskrevs av Young 1957. Protalebra haywardi ingår i släktet Protalebra och familjen dvärgstritar. Inga underarter finns listade i Catalogue of Life.